# Heteropternis minor
Heteropternis minor är en insektsart som först beskrevs av Henri Saussure 1899.  Heteropternis minor ingår i släktet Heteropternis och familjen gräshoppor. Inga underarter finns listade i Catalogue of Life.